# Architektura gotycka w Anglii

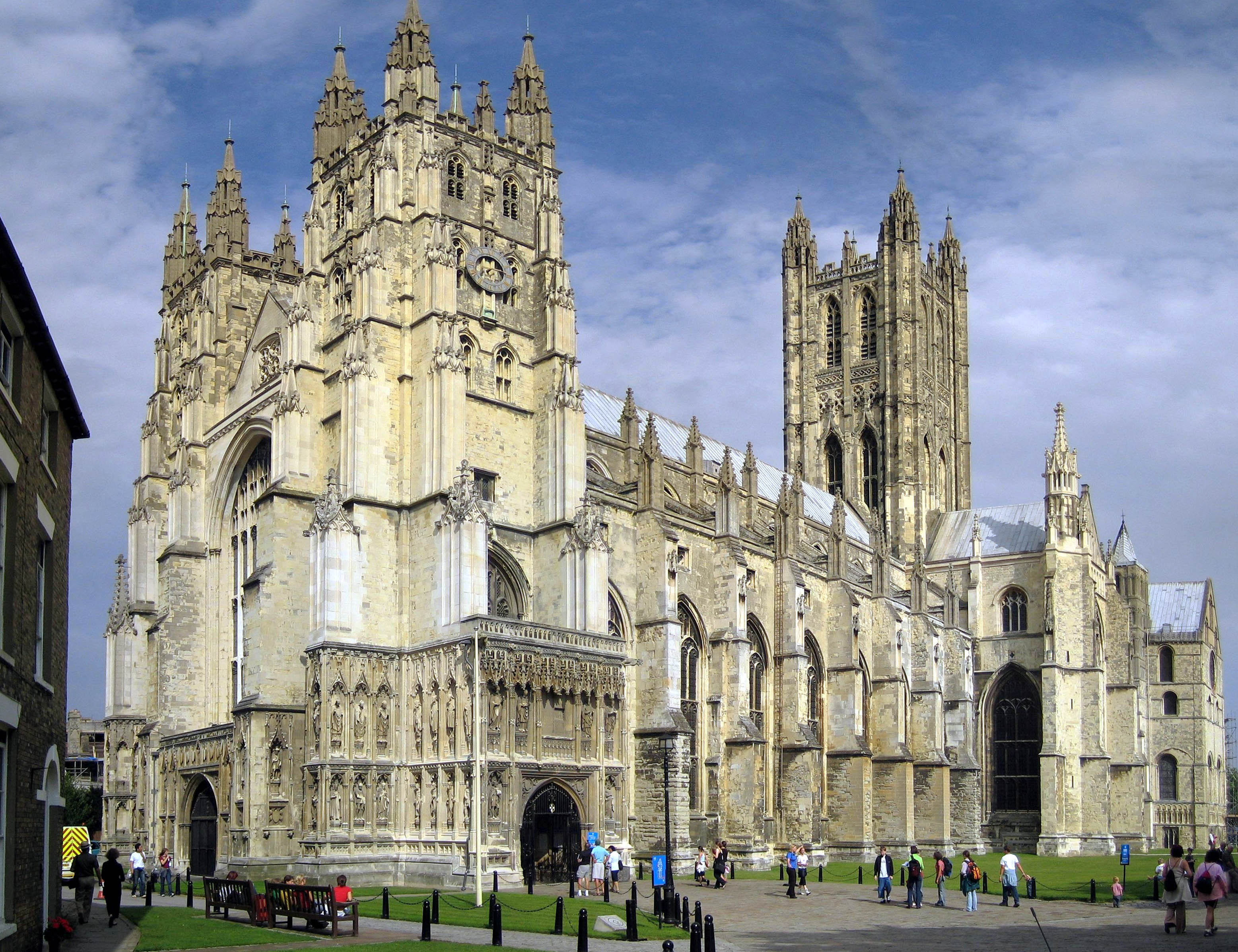
Katedra w Canterbury

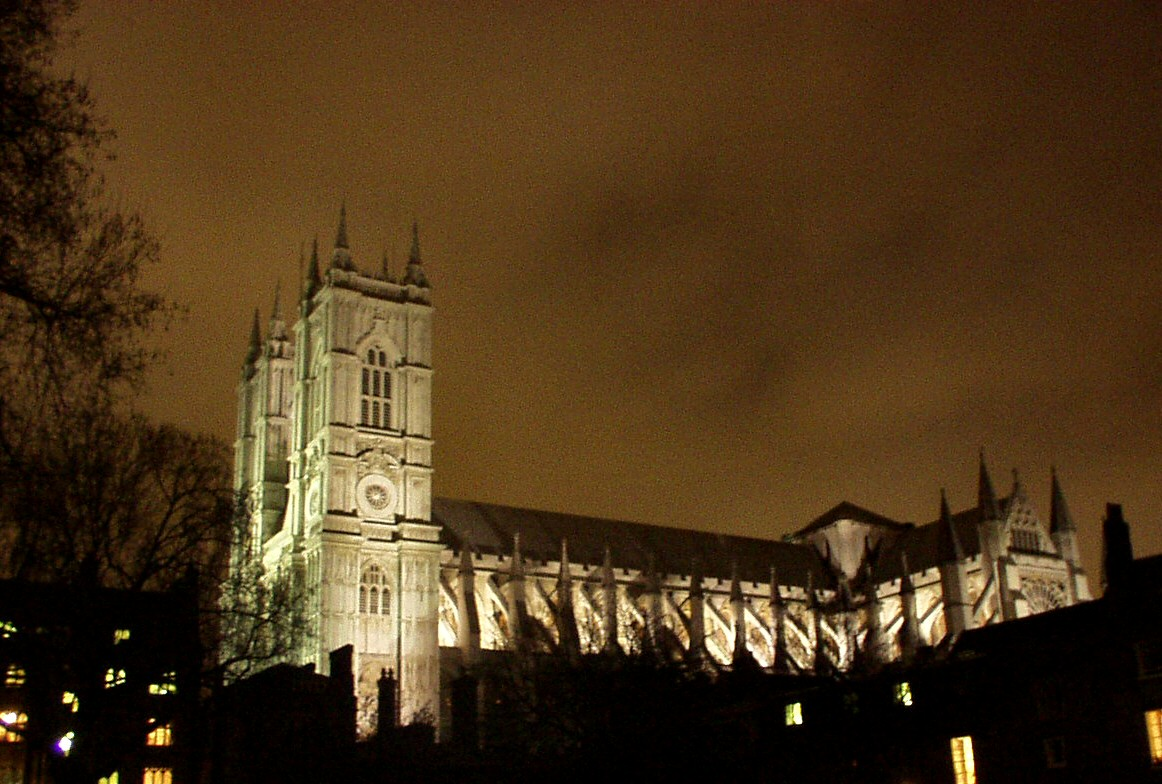
Opactwo Westminster

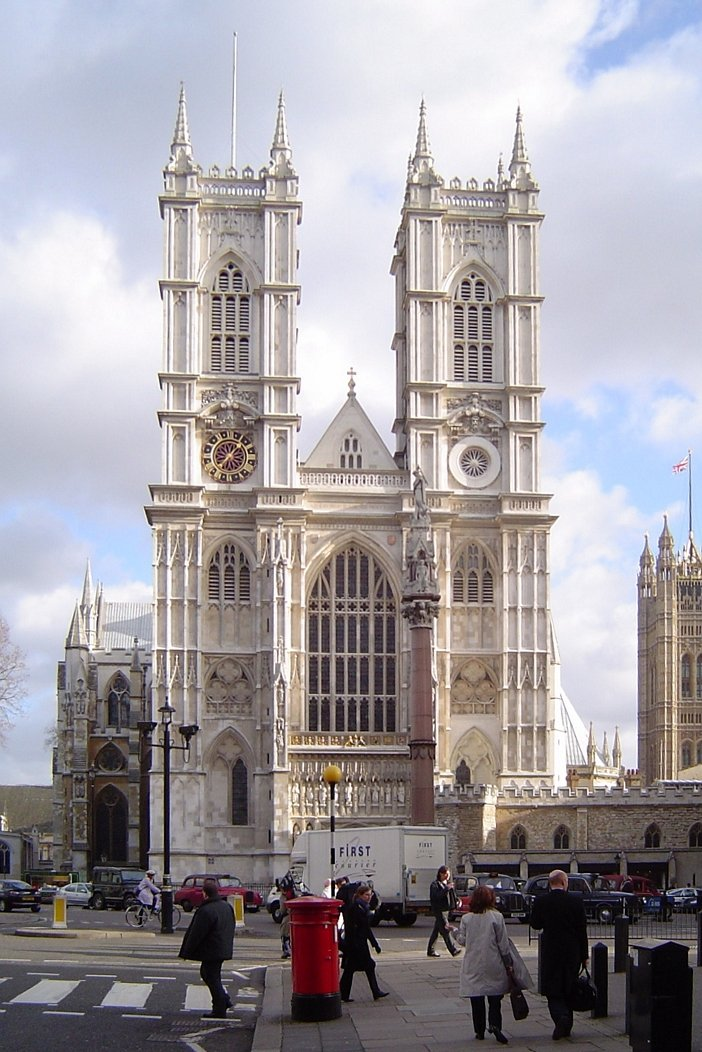
Fasada kościoła w opactwie Westminster

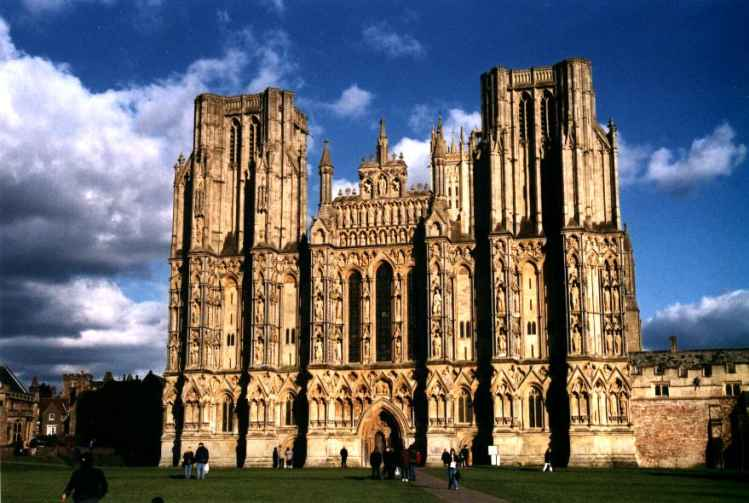
Fasada katedry w Wells

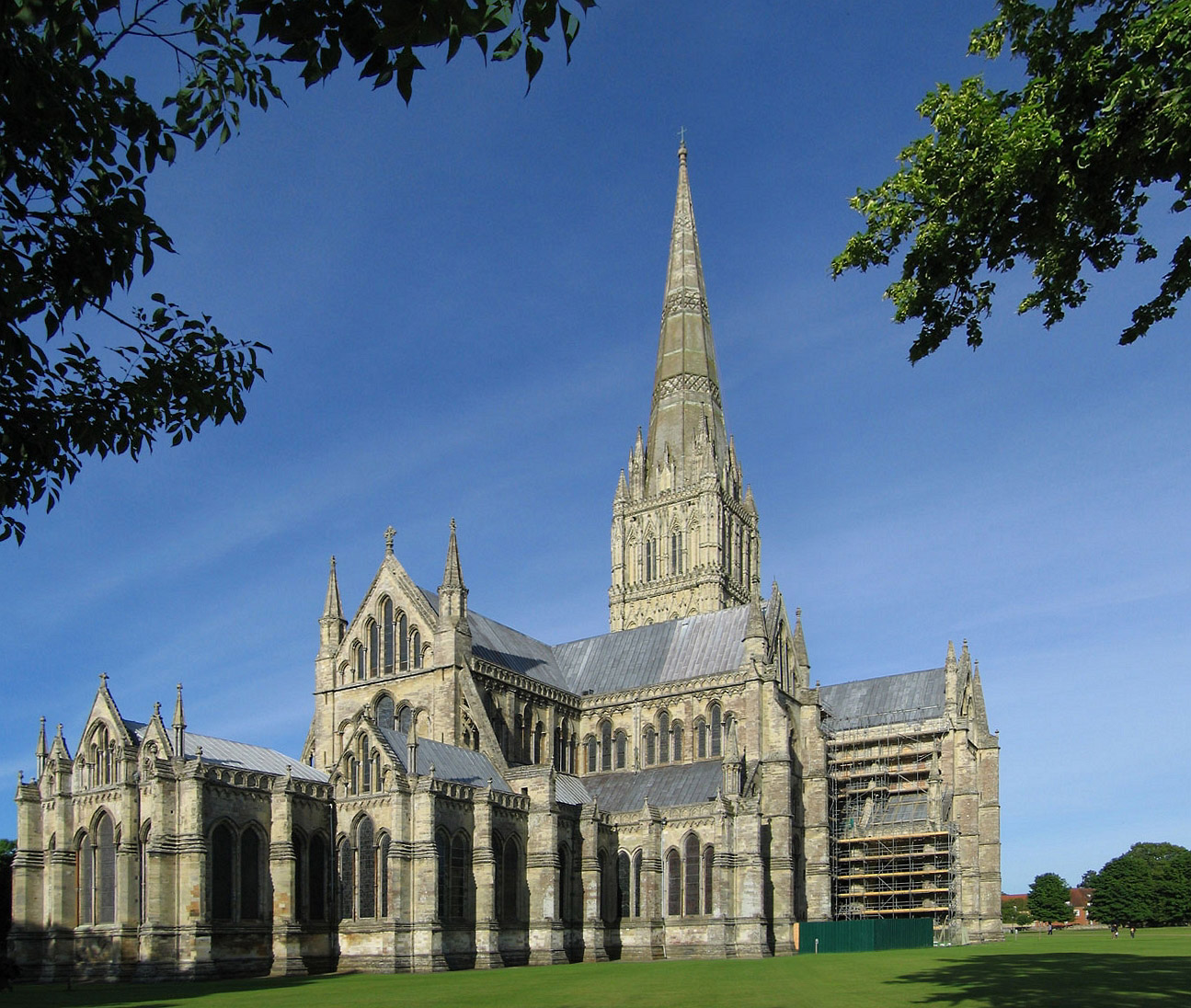
Katedra w Salisbury

Architektura gotycka w Anglii – architektura w stylu gotyckim, która panowała na obszarze Wielkiej Brytanii, głównie w Anglii, od ok. 1180 do ok. 1520 roku. Podobnie jak architektura romańska, gotyk w Anglii dzielony jest nieco inaczej niż w innych krajach Europy. Początki tego stylu są wspólne dla Anglii i północnej Francji, a dokładniej – Normandii.
Początki gotyku przypadają na końcową fazę okresu zwanego dawnym angielskim lub staroangielskim (Early English), który trwał od ok. 1189 (można spotkać także lata: 1170, 1180) do ok. 1270. W tym czasie dokonania architektów są wspólne dla Anglii i Francji. Okres drugi nazywany dekoracyjnym (Decorated Style) przypada na lata od ok. 1270 do ok. 1350. Okres ostatni, tzw. wertykalny lub pionowy (Perpendicular Style), zamyka styl gotycki po 1500.
W pierwszej fazie zachowany został romański układ kościołów, w których zastosowano ostre łuki i sklepienia krzyżowo-żebrowe. W fazie dekoracyjnej następuje duży postęp w obróbce kamieniarskiej. Żebra sklepienne, służki, zyskują bogatsze profilowanie. W sklepieniach wprowadzono dodatkowe podziały, które nadają im bardziej dekoracyjną formę. Także otwory okienne stają się bardziej ozdobne przez wprowadzenie bogatszych podziałów rozbudowanymi maswerkami. Okres wertykalny cechuje znaczne nagromadzenie wąskich, prostokątnych pól w elewacji. Porządkują i podkreślają je wprowadzone linie poziome, które jeszcze mocniej podkreślają pionowość tych płaszczyzn. Otwory okienne dzielone są maswerkami także na wąskie, pionowe powierzchnie. W sklepieniach żebra tworzą skomplikowane podziały, układające się w wachlarze. Sieć żeber sklepiennych często łączona jest z laskowaniem zdobiącym ściany, tworząc skomplikowany, koronkowy wzór.
W okresie gotyku budowane w Anglii kościoły mają zazwyczaj układ trójnawowej bazyliki o znacznie wydłużonym, prostokątnym prezbiterium. Długi korpus kościoła przecinają dwu- lub trójnawowe transepty o ramionach znacznie wychodzących poza obrys naw bocznych. Spotykane są też dwie niezależne nawy poprzeczne, z których dłuższa oddziela nawy od prezbiterium, a krótsza przecina prezbiterium. Za prezbiterium, w osi kościoła, budowana jest zazwyczaj na planie prostokąta duża kaplica Mariacka (Lady Chapel). Wysokość tej kaplicy nawiązuje do wysokości naw bocznych, a często umieszczone w jej wnętrzu filary dzielą ją na trzy nawy. Nad skrzyżowaniem nawy głównej i poprzecznej zazwyczaj budowana jest potężna wieża. Fasadę flankują dwie inne masywne wieże, niekiedy wysunięte poza obrys korpusu kościoła.
Kościoły budowane w Anglii mają nawy główne niższe w stosunku do ich długości, niż te, które budowano we Francji. Przez to bryła kościołów angielskich sprawia wrażenie cięższej. Profile żeber, mimo mocnego rozczłonkowania, także są dość szerokie, przez co wydają się masywne. Lekkości wnętrzu dodają ostro zakończone łuki okien i arkad międzynawowych. W budowlach angielskich spotykany jest ciekawie wyglądający profil filarów. Przylegające do nich służki bywają wykonane niezależnie od głównego trzonu i dostawione do niego. Ten drogi sposób obróbki kamieniarskiej został w czasie późniejszym zaniechany.
Stosowano też ozdobne otwarte więźby dachowe zamiast sklepień dla przykrycia reprezentacyjnych sal zamkowych i klasztornych. Przykładem takiego rozwiązania jest skonstruowana w 1399 r. więźba przykrywająca salę Ryszarda II w Pałacu Westminsterskim.
Znane zabytki:
- budownictwo sakralne:
  - katedra w Canterbury zbudowana w miejscu istniejącej wcześniej i zniszczonej przez pożar w 1174 budowli romańskiej. Pierwszym budowniczym był Wilhelm z Sens, architekt francuski. Pracę rozpoczął w 1174 od budowy prezbiterium. Po czterech latach zastąpił go Anglik o tym samym imieniu, który ukończył je w 1185. Jego niskie obejście otwiera się na chór arkadą ostro zakończonych łuków. Budowę korpusu kościoła rozpoczął dopiero w ok. 1379 Henry Yewele. Korpus o długości 57,0 m ukończono w 1411 (długość całego kościoła wynosi 158,0 m). Wysoka wieża nad skrzyżowaniem nawy głównej z transeptu została zbudowana w latach 1490–1503 przez Johna Wastella.
  - katedra w Chichester, zbudowana pod koniec XII wieku (pierwszy kościół zniszczony przez pożar w 1186 został w krótkim czasie odbudowany). Jest to budowla o niewielkich rozmiarach, z pojedynczą nawą poprzeczną i smukłą wieżą nad skrzyżowaniem naw. Początkowo jednonawowa, przekryta sklepieniem krzyżowym na planie prostokątów, z dwoma wieżami od frontu (wieża północna nie została ukończona) i kaplicą Mariacką w osi budowli. Dwie nawy boczne zostały dobudowane na przedłużeniu ścian zamykających wieże.
  - katedra w Lincoln, przebudowana ze zniszczonej przez trzęsienie ziemi w 1185 budowli romańskiej, z której pozostały jedynie dwie wieże od frontu przebudowanego w XIII wieku. Katedra ma dwie nawy poprzeczne: dwunawową w korpusie i jednonawową przecinającą prezbiterium. Nad skrzyżowaniem naw zbudowano wysoką, trzecią wieżę. W środkowej części fasady znajduje się głęboka ostrołukowa arkada z portalem i dużym oknem. Sąsiaduje ona z dwoma niższymi wnękami z portalami bocznymi, nad którymi przebiegają poziome pasy ozdobnych arkad. Nad środkową wnęką zbudowano niewielki szczyt. Nawę główną przykrywa ozdobne sklepienie z długim żebrem przebiegającym wzdłuż osi kościoła (żebro główne) i dochodzącymi do niego żebrami poprzecznymi, które schodzą na filary. Wnętrze od północy łączy się z ośmiobocznym kapitularzem przykrytym sklepieniem z przeplatającymi się żebrami, które zbiegają się w części centralnej na pojedynczym filarze.
  - katedra w Wells, zbudowana w latach 1180–1425 bazylika z potrójną nawą krzyżową i dwoma niskimi wieżami od frontu. Wieże tylko w niewielkim stopniu są wyższe od elewacji nawy głównej. Kompozycja frontu z podziałem poziomym na dwie kondygnacje, poprowadzonym przez wprowadzenie gzymsów obejmuje wieże i elewację korpusu katedry. Linie poziome równoważą pionowe podziały sześcioma przyporami i powtarzalnymi detalami architektonicznymi w postaci nisz, arkad i wimperg. Środkową część fasady wieńczy szczyt ozdobiony dwoma rzędami rzeźb, z których wyższy przedstawia postacie apostołów.
  - katedra w Salisbury, trójnawowa bazylika z trójnawową kaplicą Mariacką zbudowana w latach 1220–1258. Budowlę przecinają dwie podwójne nawy krzyżowe. Nad transeptem przecinającym korpus w połowie długości wznosi się na 123,0 m wieża (najwyższa w Anglii). Od strony południowej do kościoła przylega czworoboczny dziedziniec otoczony krużgankiem zbudowanym w okresie 1263–1284, z którego można przejść do ośmiobocznego kapitularza.
  - katedra w Peterborough, zbudowana w okresie romańskim, rozbudowana w XIII wieku zyskuje nową elewację z dwoma wieżami oraz nowe, prostokątne w planie obejście prezbiterium zamiast półokrągłej absydy
  - katedra w York, jeden z największych kościołów angielskich. Powstała z przebudowy kościoła romańskiego. Obecnie najstarszą częścią jest nawa poprzeczna. Korpus został przebudowany w latach 1261–1324, a prezbiterium i kaplica Mariacka w XV wieku. Do budowy wież sił i łęków oporowych użyto drewna.
  - katedra w Gloucester, której krużganki i sklepienie nawy głównej należą do trzeciej fazy (Perpendicular) gotyku w Anglii.
  - opactwo Westminsterskie w Londynie, przebudowane w latach 1245–1265 z budowli romańskiej. Główna część kościoła zaliczana jest do okresu dekoracyjnego. Jest to trójnawowa bazylika, w której wysoką nawę główną przykrywa sklepienie krzyżowo-gwiazdowe, a o połowę niższe nawy boczne – sklepienia krzyżowe. Część strychowa zbudowana nad nawami bocznymi otwiera się do nawy głównej rzędem triforiów, nad którymi umieszczono okna oświetlające wnętrze budowli. Łęki oporowe zostały poprowadzone w dwóch kondygnacjach. Najstarszą częścią kościoła jest trójnawowy transept i prezbiterium zbudowane w 1245. Prezbiterium zamyka pięć boków dziesięciokąta z ambitem, do którego przylega pięć podkowiastych kaplic. Pod koniec gotyku (w latach 1502–1512) wyburzono środkową z nich i w tym miejscu zbudowano dużą grobową kaplicę Henryka VII. Kaplica ta to właściwie niewielka bazylika z wielokątnym zamknięciem i przylegającymi do niego kaplicami. Nawę przykrywa sklepienie wachlarzowe.
- budownictwo świeckie:
  - Uniwersytet w Oxford
  - Uniwersytet w Cambridge, najbardziej znana jest Kaplica King's College. Zbudowana w latach 1446–1515 w stylu wertykalnym. Kaplica o długości dochodzącej do 90 m przykryta jest ozdobnym sklepieniem o skomplikowanym układzie wachlarzowo rozłożonych żeber, zbiegających się nad filarami. W ścianach, pomiędzy filarami, umieszczono ogromne okna z witrażami.
  - Stokesay-Castle w hrabstwie Shropshire
  - ratusz w Londynie, zbudowany w 1411, zburzony w 1940

## Literatura
- Sztuka Świata – t. 4, Praca zbiorowa, Wydawnictwo Arkady, 1990
- Historia architektury dla wszystkich – Tadeusz Broniewski, Wydawnictwo Ossolineum, 1990
- Historia architektury zachodniej – David Watkin, Wydawnictwo Arkady, 2006 ISBN 83-213-4178-0